# Mercedes-Benz Citaro
 (août 2010).
Si vous disposez d'ouvrages ou d'articles de référence ou si vous connaissez des sites web de qualité traitant du thème abordé ici, merci de compléter l'article en donnant les références utiles à sa vérifiabilité et en les liant à la section « Notes et références ».
Le Mercedes-Benz Citaro (nom de code interne : O530) est une gamme d'autobus à plancher bas. Construit par Mercedes-Benz-EvoBus, ce véhicule est lancé en 1997 (Citaro), puis relooké en 2006 et commercialisé sous le nouveau nom Citaro Facelift ; une nouvelle version voit le jour à la fin de l’année 2011 (Citaro 2 ou C2). Ce dernier comporte des modifications techniques non négligeables, au niveau du châssis notamment. Le Citaro remplace le O405 datant de 1984.
Il a été lancé avec un moteur ayant la norme européenne de pollution Euro 2 puis au fil des années amélioré jusqu'à la norme Euro 6, présente aujourd'hui. Ils sont également dotés de la technologie Mercedes-Benz SCR (BlueTec). Le réseau de Chambéry a été le premier en France à recevoir de ces nouveaux Citaro en version articulé.

## Histoire

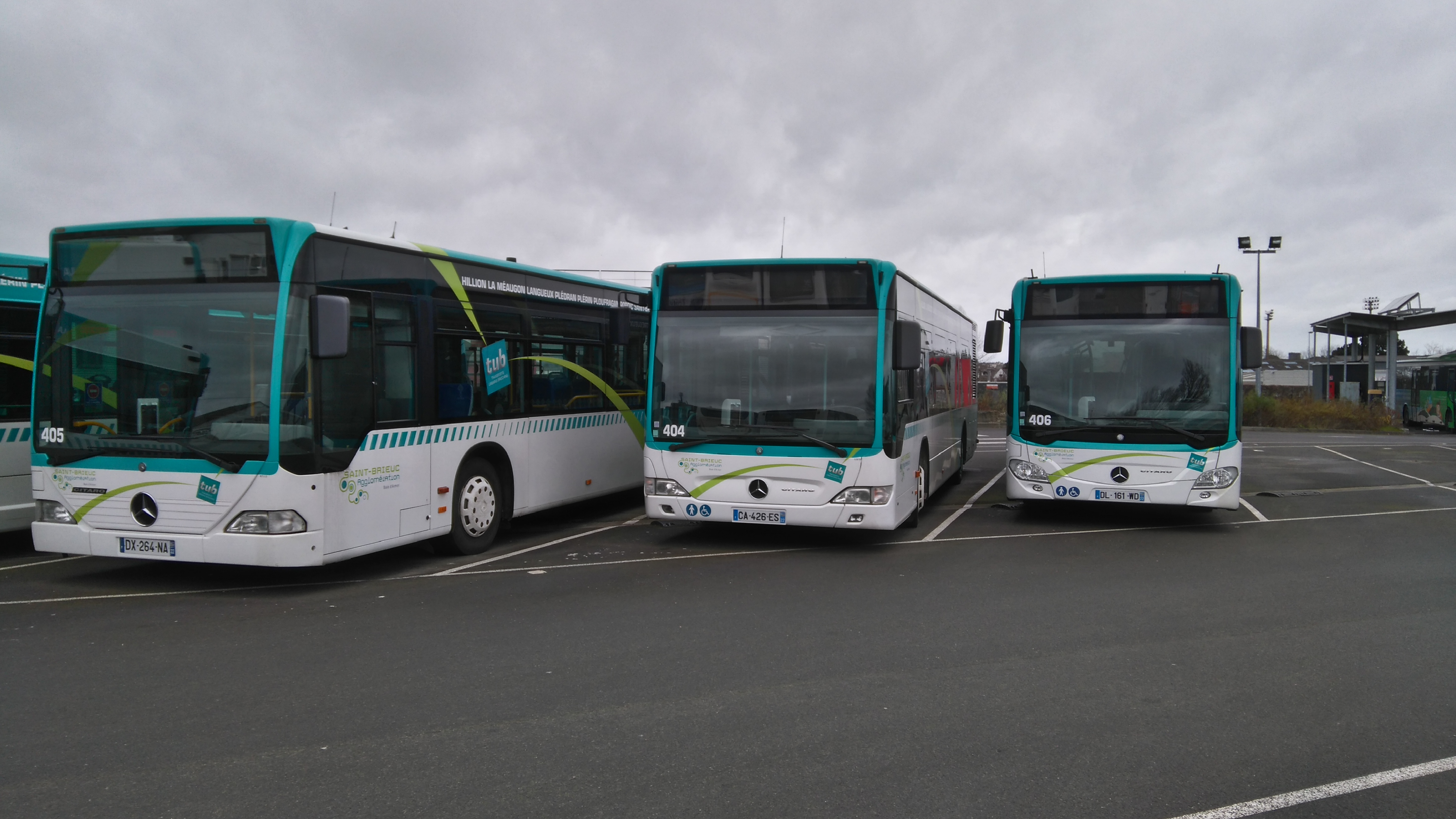
Les trois générations des Citaro :
1re génération, Facelift et Citaro 2.

- 1997 : Présentation officielle à l'UITP à Stuttgart.
- 1998 : Lancement du Citaro.
- Automne 2002 : petits liftings.
- 2005 : Lancement du Citaro LE (Low Entry)
- Été 2006 : Lancement du Citaro Facelift.
- 2007 : Lancement du Conecto LF, version simplifiée des Citaro.
- Mai 2011 : Lancement du Citaro 2 Euro 5.
- 2014 : Lancement du Citaro 2 Euro 6.
- 2015 : Lancement du Citaro 2 NGT[4].
- 2018 : Lancement de la version E-CELL (électrique dite eCitaro) et annonce de la version F-CELL (pile à combustible).

De 1997 à 2019, 55 555 Citaro ont été livrés, ce qui le classe parmi les bus urbain les plus vendus.

### Phase 1
Nommé Citaro, il fut produit de 1997 à 2011. Il sera relooké en 2006 (modèles dits Facelift) et recevra de nouvelles motorisations.

### Phase 2
Le Citaro de deuxième génération (dite C2 pour Citaro 2) a été lancé à la fin de 2011 dans sa version Euro 5. En 2013, une version aux normes de motorisation Euro 6 est lancée. Celle-ci se distingue de la précédente par la présence d'un carénage de toit à l'arrière et une face arrière revue. En effet, la version Euro 5 possédait une face arrière quasiment identique au Citaro Facelift. 

### Conecto LF
Apparu en 2007, cet autobus, assemblé par Mercedes-Benz en Turquie, est une version à bas prix des Citaro 12m (trois portes) et Citaro G 18m (quatre portes). Les Conecto LF ont été modernisés en 2016 en proposant une variante au gaz naturel, il est commercialisé en France uniquement en diesel depuis 2021 (et avec le module d'hybridation légère en option en 2023).

## Modèles

### Générations

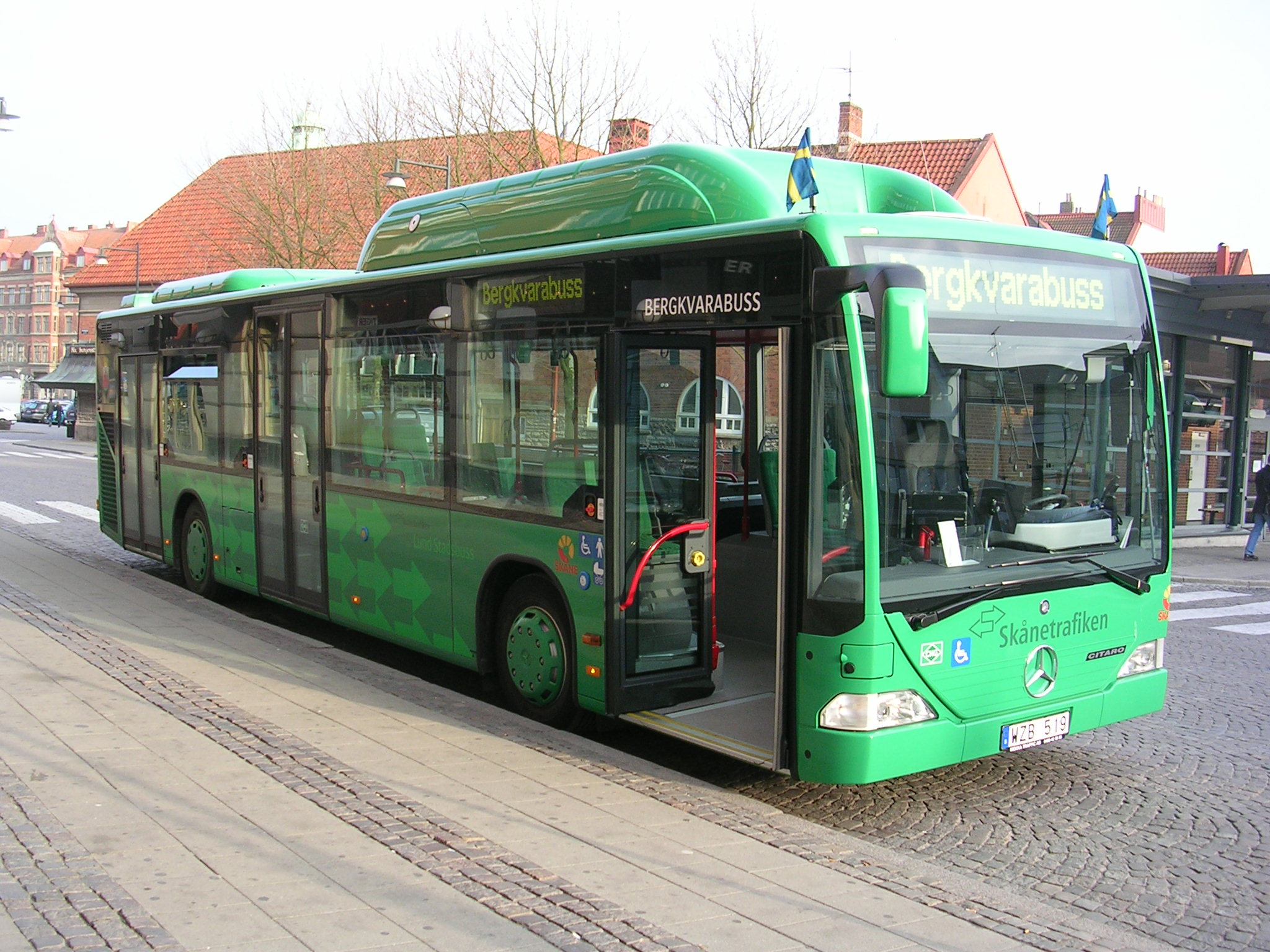
Citaro GNV du réseau de Lund (Suède).

Le Citaro a été produit avec 5 générations de moteurs diesel : 
- Euro 2 : construits de 1997 à 2001.
- Euro 3 : construits de 2001 à 2006.
- Euro 4 : construits de 2006 à 2009. (Facelift)
- Euro 5 : construits de 2009 à 2014. (Facelift jusqu'à 2011, C2 ensuite)
- Euro 6 : construits de 2014 à aujourd'hui. (C2)

Il est proposé à la vente avec un moteur au GNV, nommé Citaro GNV (ou NGT sur les Citaro 2, pour "Natural Gas Technology"). On peut remarquer que les modèles au gaz naturel possèdent une « longue bosse » sur le toit pour les bombonnes de gaz.
D'autres motorisations étaient disponibles sur les Citaro comme l'hydrogène avec pile à combustible, tout d'abord sous Citaro FuelCell (avec boite de vitesses comme un bus classique) puis Citaro Facelift FuelCELL-Hybrid (sans boite de vitesses). Le Citaro Facelift G BlueTec Hybrid qui, comme son nom l'indique, était un bus articulé hybride. La RTM en a possédé deux avant de les réformer prématurément.
L'eCitaro FuelCell est en cours de conception, et sera commercialisé d'ici 2022.
Une version avec bloc d'hybridation léger (mild-hybrid) est disponible sur tous les Citaro 2 fabriqués neufs depuis 2018, qu'ils soient diesel ou au gaz naturel. Ces Citaro 2 dits « hybrid » ne peuvent pas être considérés comme de vrais bus hybrides dans le cadre de la loi de la transition énergétique en France. Le fonctionnement du bloc hybride agit comme une aide au démarrage électrique permettant de seconder le moteur thermique en quittant l'arrêt. Ce bloc est composé de supercondensateurs récupérant l'énergie lors des phases de freinage.
Plus de 55 555 Citaro ont été fabriqués depuis la création du modèle, toutes les variantes ne peuvent être indiqués sur cette page.
Les variantes au gaz naturel ne sont plus produites depuis 2021, les dernières immatriculations ont eu lieu en France début 2022.

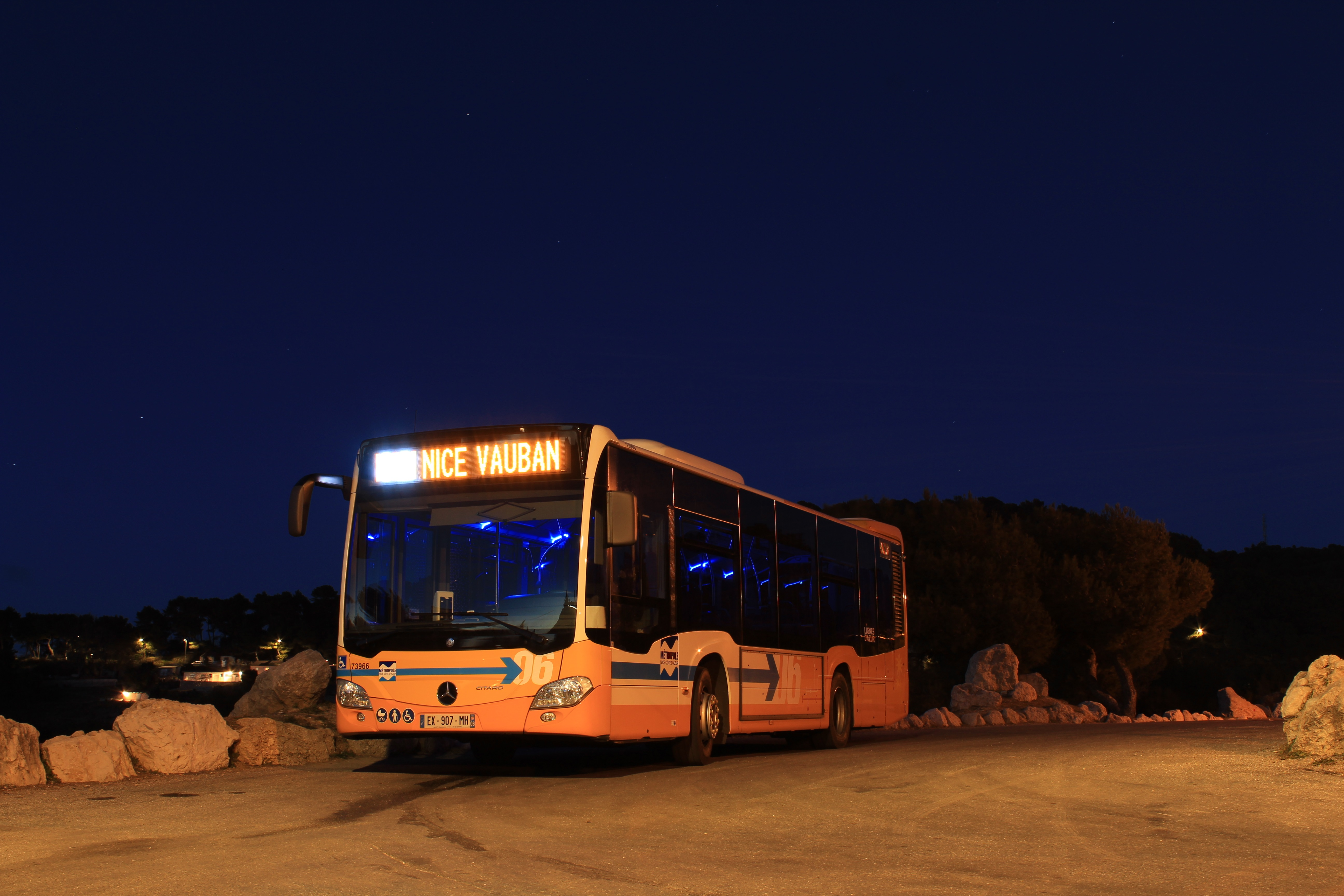
Un Citaro C2 K du réseau Lignes d'Azur.

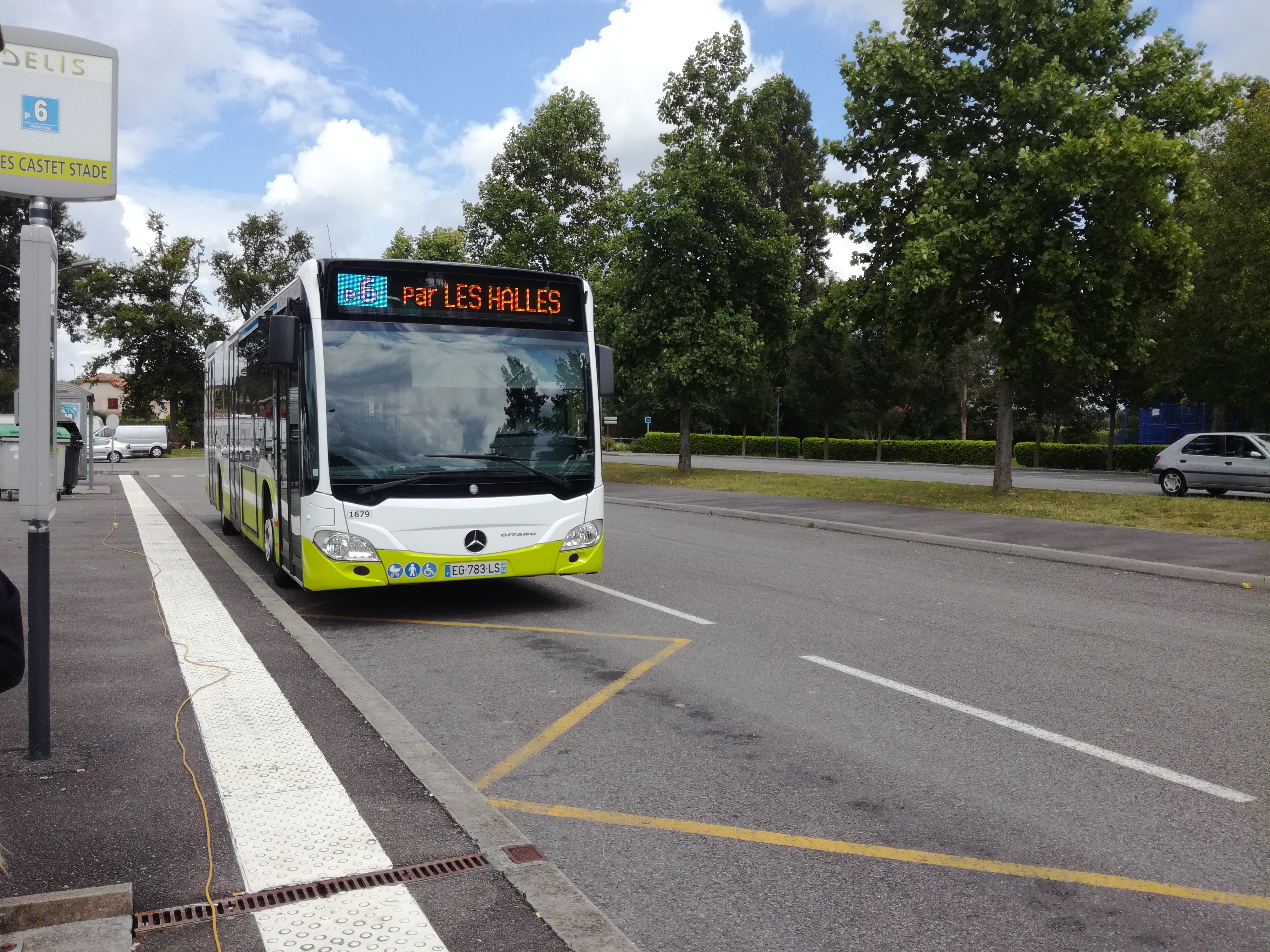
Un Citaro 2 du réseau Idelis de Pau

### Gamme urbaine

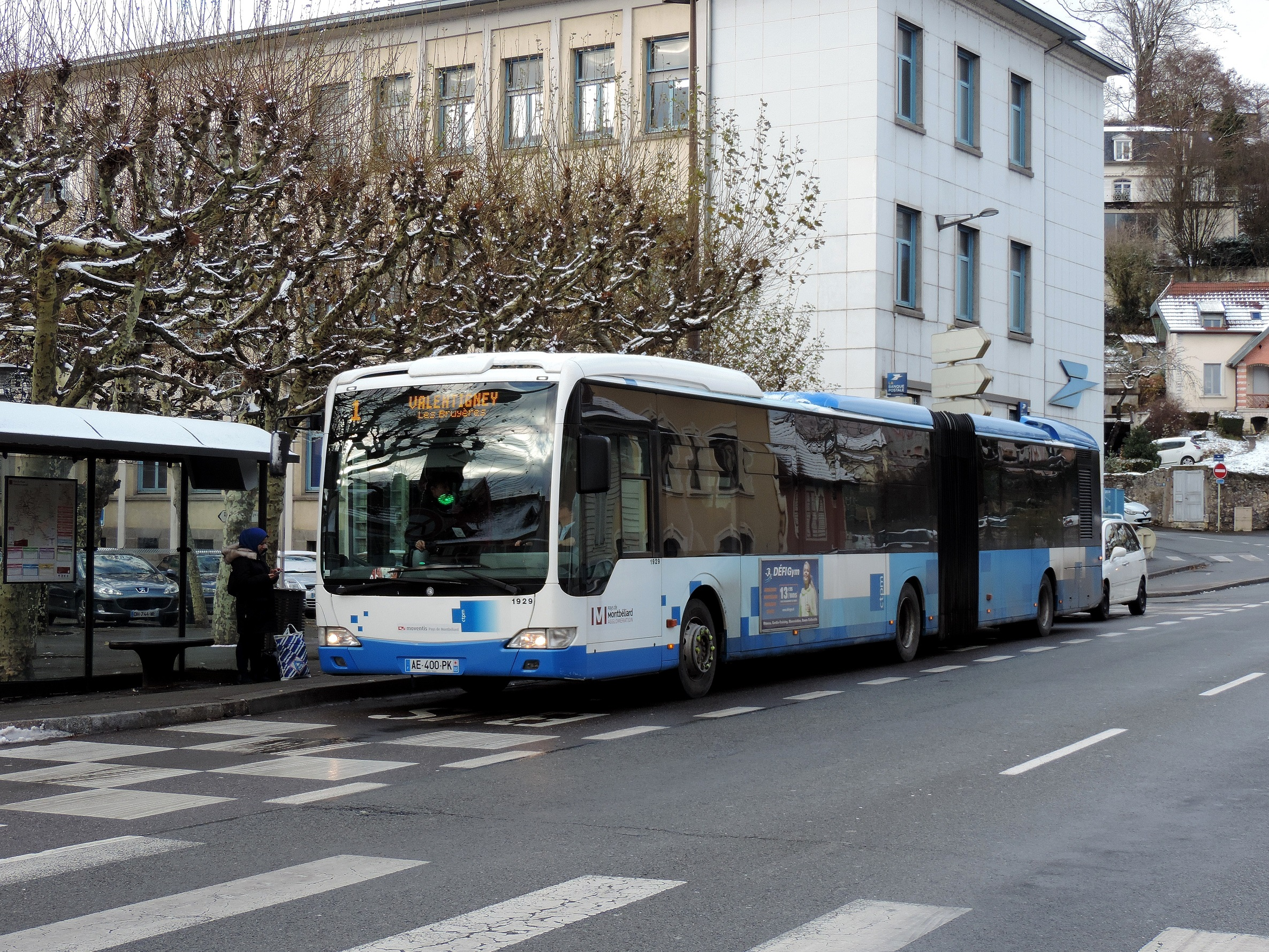
Le Citeo en circulation à Montbéliard

Le modèle urbain est disponible dans un certain nombre de versions :
- Citaro K (midibus) : 10,5 mètres - 2 essieux - 2/3 portes. Produit à partir de 2006. Des exemplaires ont existé en Facelift BHNS : Bus à Haut Niveau de Service.
- Citaro (standard) : 12 mètres - 2 essieux - 2/3 portes. Existe en BHNS : Bus à Haut Niveau de Service.
  - Citaro LE (standard) : 12 mètres - 2 essieux - 2/3 portes. LE : « Low Entry » ; cette version possède un plancher surbaissé à l'avant comme les autres Citaro, et un surhaussement du plancher à l'arrière avec marches présentes après la deuxième porte.
- Citaro M (standard) : 13 mètres - 2 essieux - 2 portes. Produit entre 2006 et 2011, seul le réseau STAR de Rennes en possède.
- Citaro L (standard long) : 15 mètres - 3 essieux - 3 portes. N'est plus produit depuis 2011.
- Citaro G (articulé) : 18 mètres - 3 essieux - 3/4 portes. Existe en BHNS : Bus à Haut Niveau de Service.
  - Citeo (articulé BHNS) : 18 mètres - 3 essieux - 4 portes. BHNS : Bus à Haut Niveau de Service ; cette version est le haut de gamme du Citaro, avec une carrosserie et carénage dit « Metro Design » dérivé du Citaro Facelift et dessiné par le cabinet « Avant Première »[11]. Il existe en un seul exemplaire et a été construit en 2009. Cette variante a servi de base pour les Citaro Facelift G BHNS de Saint-Nazaire, où ce bus avait été présenté en 2011[12].

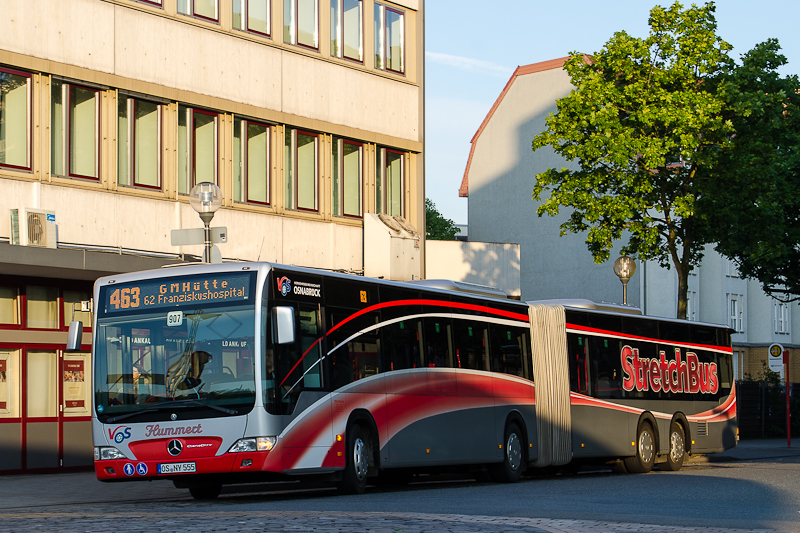
Citaro GL CapaCity Facelift.

- Citaro GL CapaCity (articulé long) : 19,73 mètres - 4 essieux - 3/4 portes.
  - Citaro GL CapaCity L (articulé long) : 21 mètres - 4 essieux - 3/4/5 portes[13].

La majorité des Citaro au Royaume-Uni et Irlande ont une seule porte (version standard) ou deux (articulés), comme d'habitude dans ces pays. Les modèles CapaCity sont trop longs pour être homologués en France.

### Gamme suburbaine et interurbaine
Une série de versions de suburbaines/interurbaines est aussi proposée. Ces véhicules sont homologués comme des cars.
- Citaro Ü (standard) : 12 m - 2 essieux - 2 portes.
  - Citaro LE Ü (standard) : 12 m - 2 essieux - 2/3 portes. LE : « Low Entry » ; cette version possède un plancher surbaissé à l'avant comme les autres Citaro, et un surhaussement du plancher à l'arrière avec marches présentes après la deuxième porte.
- Citaro MÜ (standard) : 13 m - 2 essieux - 2 portes. N'est plus produit depuis 2011.
  - Citaro LE MÜ (standard) : 13 m - 2 essieux - 2/3 portes. LE : « Low Entry » ; cette version possède un plancher surbaissé à l'avant comme les autres Citaro, et un surhaussement du plancher à l'arrière avec marches présentes après la deuxième porte.
- Citaro LÜ (standard long) : 15 m - 3 essieux - 2 portes. N'est plus produit depuis 2011.
- Citaro GÜ (articulé) : 18 m - 3 essieux - 3 portes.

## Caractéristiques

### Dimensions
|                                   | Citaro Citaro Ü | Citaro LE Citaro LE Ü | Citaro MÜ Citaro LE MÜ | Citaro L Citaro LÜ | Citaro G Citaro GÜ |
| --------------------------------- | --------------- | --------------------- | ---------------------- | ------------------ | ------------------ |
| Longueur                          |                 |                       |                        |                    |                    |
| Largeur (sans rétroviseurs)       | 2 550 mm        | 2 550 mm              | 2 550 mm               | 2 550 mm           | 2 550 mm           |
| Hauteur (sans climatisation)      |                 |                       |                        |                    |                    |
| Empattement                       |                 |                       |                        |                    |                    |
| Porte-à-faux                      |                 |                       |                        |                    |                    |
| Rayon de braquage                 |                 |                       |                        |                    |                    |
| Angle d’attaque / Fuite           |                 |                       |                        |                    |                    |
| Masse à vide                      |                 |                       |                        |                    |                    |
| P.T.A.C.                          | 19 000 kg       | 19 000 kg             | 19 000 kg              | 19 000 kg          | 24 000 kg          |
| Capacité : assis + debout = maxi* |                 |                       |                        |                    |                    |
| Portes                            | 2 ou 3          | 2 ou 3                | 2 ou 3                 | 2 ou 3             | 3 ou 4             |
| Hauteur du plancher               |                 |                       |                        |                    |                    |

* = variable selon l'aménagement intérieur.
|                                   | Citaro K | Citaro Citaro Ü | Citaro LE Citaro LE Ü | Citaro MÜ Citaro LE MÜ | Citaro L Citaro LÜ | Citaro G Citaro GÜ |
| --------------------------------- | -------- | --------------- | --------------------- | ---------------------- | ------------------ | ------------------ |
| Longueur                          |          |                 |                       |                        | 14 995 mm          |                    |
| Largeur (sans rétroviseurs)       | 2 350 mm | 2 550 mm        | 2 550 mm              | 2 550 mm               | 2 550 mm           | 2 550 mm           |
| Hauteur (sans climatisation)      |          |                 |                       |                        |                    |                    |
| Empattement                       |          |                 |                       |                        |                    |                    |
| Porte-à-faux                      |          |                 |                       |                        |                    |                    |
| Rayon de braquage                 |          |                 |                       |                        |                    |                    |
| Angle d’attaque / Fuite           |          |                 |                       |                        |                    |                    |
| Masse à vide                      |          |                 |                       |                        |                    |                    |
| P.T.A.C.                          |          | 19 000 kg       | 19 000 kg             | 19 000 kg              | 19 000 kg          | 24 000 kg          |
| Capacité : assis + debout = maxi* |          |                 |                       |                        |                    |                    |
| Portes                            | 2 ou 3   | 2 ou 3          | 2 ou 3                | 2 ou 3                 | 2 ou 3             | 3 ou 4             |
| Hauteur du plancher               |          |                 |                       |                        |                    |                    |

* = variable selon l'aménagement intérieur.
Citaro 2 (C2)
|                                   | Citaro K     | Citaro Citaro Ü                                | Citaro LE Citaro LE Ü       | Citaro MÜ Citaro LE MÜ         | Citaro G Citaro GÜ                       |
| --------------------------------- | ------------ | ---------------------------------------------- | --------------------------- | ------------------------------ | ---------------------------------------- |
| Longueur                          | 10 633 mm    | 12 135 mm                                      | 12 170 mm                   |                                | 18 125 mm                                |
| b Largeur (sans rétroviseurs)     | 2 350 mm     | 2 550 mm                                       | 2 550 mm                    | 2 550 mm                       | 2 550 mm                                 |
| Hauteur (sans climatisation)      | 3 120 mm     | 3 095 mm                                       | 3 315 mm                    | MÜ : 3 120 mm LE MÜ : 3 095 mm | 3 120 mm                                 |
| Empattement                       |              | 5 900 mm                                       | 6 035 mm                    |                                |                                          |
| Porte-à-faux                      |              | Av : 2 805 mm / Ar : 3 400 mm                  |                             |                                |                                          |
| Rayon de braquage                 |              | 10 607 mm                                      | 10 784 mm                   |                                | 11 425 mm                                |
| Angle d’attaque / Fuite           |              |                                                |                             |                                |                                          |
| Masse à vide                      |              |                                                |                             |                                |                                          |
| P.T.A.C.                          |              | 19 000 kg                                      | 19 000 kg                   | 19 000 kg                      | 24 000 kg                                |
| Capacité : assis + debout = maxi* | 29 + 56 = 85 | 31 + 74 = 105 ; 28 + 77 = 105 Ü : 43 + 39 = 82 | 34 + 68 = 102 30 + 72 = 102 |                                | G : maxi de 155 à 163 GÜ : 55 + 66 = 121 |
| Portes                            | 2 ou 3       | 2 ou 3                                         | 2 ou 3                      | 2 ou 3                         | 3 ou 4                                   |
| Hauteur du plancher               |              | 37 mm                                          |                             |                                |                                          |

* = variable selon l'aménagement intérieur.

### Motorisations

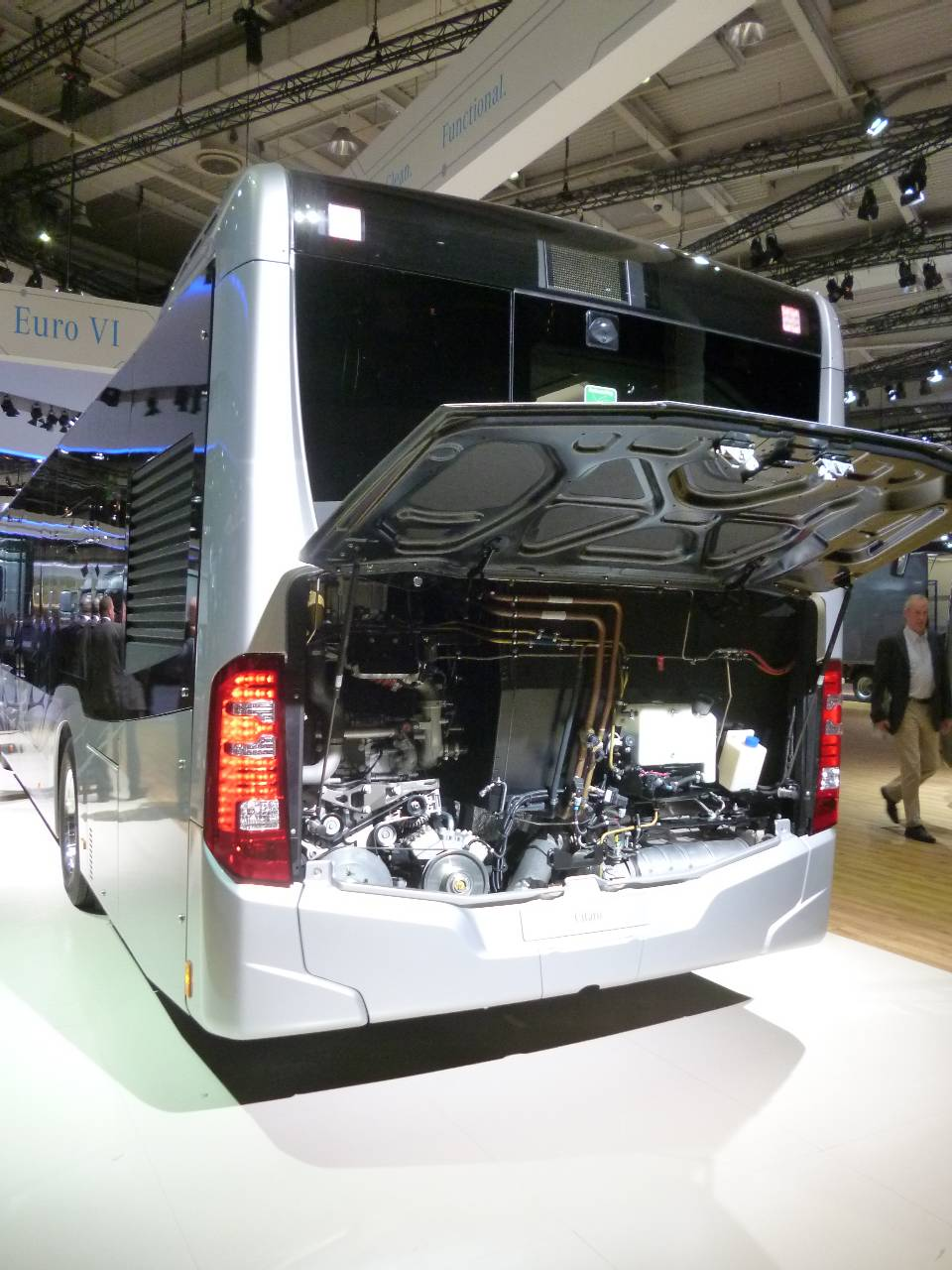
Un des moteurs diesel du Citaro ayant la norme Euro 6.

Le Citaro a eu de nombreuses motorisations au fil des années de sa production et en fonction des différentes norme européenne de pollution. Avec l'introduction de la norme Euro 6, le Citaro est l'autobus de ligne à propulsion diesel le plus propre au monde. Il a aujourd'hui six motorisations diesel disponibles, une au gaz naturel et prochainement des versions électrique et à pile à combustible.
- Du côté des moteurs diesel : 
  - le OM 936 six cylindres en ligne à injection directe Common Rail de 7,7 litres avec turbocompresseur faisant 220 kW (299 ch).
  - le OM 936 six cylindres en ligne à injection directe Common Rail de 7,7 litres avec turbocompresseur faisant 260 kW (354 ch).
  - le OM 936h six cylindres en ligne à injection directe Common Rail de 7,7 litres avec turbocompresseur faisant 220 kW (299 ch).
  - le OM 936h six cylindres en ligne à injection directe Common Rail de 7,7 litres avec turbocompresseur faisant 260 kW (354 ch).
  - le OM 470 six cylindres en ligne à injection directe Common Rail de 10,7 litres avec turbocompresseur faisant 265 kW (360 ch).
  - le OM 470 six cylindres en ligne à injection directe Common Rail de 10,7 litres avec turbocompresseur faisant 290 kW (394 ch).

- Du côté des moteurs à gaz : 
  - le M 936 G six cylindres en ligne à injection directe Common Rail de 7,7 litres avec turbocompresseur faisant 222 kW (302 ch).

Les moteurs OM 936, 936h et OM 470 sont conformes à la norme anti-pollution Euro 6. Les OM 936 et 470 sont verticaux tandis que l'OM 936h est horizontal.

#### Diesel
| Modèle                                 | Construction | Moteur + Nom                    | Norme Euro    | Cylindrée           | Performance                    | Couple                   | Vitesse maxi | Consommation + CO²    |
| -------------------------------------- | ------------ | ------------------------------- | ------------- | ------------------- | ------------------------------ | ------------------------ | ------------ | --------------------- |
| Citaro (ZF - VOITH)                    | 1997 - 2006  | 6 cylindres en ligne OM 906 hLA | Euro 2 Euro 3 | 6 370 cm3 (6,37 L)  | 176 kW (220 ch) à 2 000 tr/min | 1 100 N m à 1 100 tr/min | 80 km/h      | ... l/100 km ... g/km |
| Citaro (ZF - VOITH)                    |              | 6 cylindres en ligne OM 926 LA  | Euro 3        | 7 200 cm3 (7,2 L)   | 200 kW (272 ch) à … tr/min     |                          |              |                       |
| Citaro Facelift (ZF - VOITH)           | 2006 - 2011  | 6 cylindres en ligne OM 457 hLA | Euro 5        | 11 967 cm3 (12 L)   | 220 kW (299 ch) à 2 000 tr/min | 1 250 N m à 1 100 tr/min |              |                       |
| Citaro Facelift (ZF - VOITH)           | 2006 - 2011  | 6 cylindres en ligne OM 457 hLA | Euro 5        | 11 967 cm3 (12 L)   | 260 kW (354 ch) à 2 000 tr/min | 1 600 N m à 1 100 tr/min |              |                       |
| Citaro 2 (ZF Ecolife - VOITH DIWA 6)   | 2011 - 2014  | 6 cylindres en ligne OM 906 hLA | Euro 5        |                     |                                |                          |              |                       |
| Citaro 2 (ZF Ecolife - VOITH DIWA 6)   | 2014 - ...   | 6 cylindres en ligne OM 936     | Euro 6        | 7 700 cm3 (7,7 L)   | 220 kW (299 ch) à 2 200 tr/min | 1 200 N m à 1 200 tr/min |              |                       |
| Citaro 2 (ZF Ecolife - VOITH DIWA 6)   | 2014 - ...   | 6 cylindres en ligne OM 936     | Euro 6        | 7 700 cm3 (7,7 L)   | 260 kW (354 ch) à 2 200 tr/min | 1400 N m à 1 200 tr/min  |              |                       |
| Citaro 2 (ZF Ecolife - VOITH DIWA 6)   | 2014 - ...   | 6 cylindres en ligne OM 936h    | Euro 6        | 7 700 cm3 (7,7 L)   | 220 kW (299 ch) à 2 200 tr/min | 2 000 N m à 1 200 tr/min |              |                       |
| Citaro 2 (ZF Ecolife - VOITH DIWA 6)   | 2014 - ...   | 6 cylindres en ligne OM 936h    | Euro 6        | 7 700 cm3 (7,7 L)   | 260 kW (354 ch) à 2 200 tr/min | 2 000 N m à 1 200 tr/min |              |                       |
| Citaro 2 G (ZF Ecolife - VOITH DIWA 6) | 2014 - ...   | 6 cylindres en ligne OM 470     | Euro 6        | 10 700 cm3 (10,7 L) | 265 kW (360 ch) à 1 800 tr/min | 1 700 N m à 1 100 tr/min |              |                       |
| Citaro 2 G (ZF Ecolife - VOITH DIWA 6) | 2014 - ...   | 6 cylindres en ligne OM 470     | Euro 6        | 10 700 cm3 (10,7 L) | 290 kW (394 ch) à 1 800 tr/min | 1 900 N m à 1 100 tr/min |              |                       |

#### Alternatif
La version hybride est différentiable de la version diesel grâce à un accumulateur d'énergie situé sur la partie arrière de son toit.
| Modèle                          | Construction | Moteur + Nom                 | Norme Euro | Cylindrée         | Performance     | Couple                         | Vitesse maxi | Consommation + CO² |
| ------------------------------- | ------------ | ---------------------------- | ---------- | ----------------- | --------------- | ------------------------------ | ------------ | ------------------ |
| Citaro 2 Gaz (GNV) (ZF - VOITH) | 2014 - ...   | 6 cylindres en ligne M 936 G | Euro 6     | 7 700 cm3 (7,7 L) | 222 kW (302 ch) | 1 200 N m à 1 200–1 600 tr/min |              |                    |
| Citaro Hybride-diesel           |              |                              |            |                   |                 |                                |              |                    |
| Citaro PEMFC                    |              |                              |            |                   |                 |                                |              |                    |

#### Électrique
La version électrique est différentiable de la version diesel grâce à sa hauteur et son rangement d'appareils électriques sur son toit.
| Modèle | Construction | Moteur + Nom | Norme Euro | Cylindrée | Performance | Couple | Vitesse maxi | Consommation + CO² |
| ------ | ------------ | ------------ | ---------- | --------- | ----------- | ------ | ------------ | ------------------ |
|        |              |              |            |           |             |        |              |                    |

### Options et accessoires

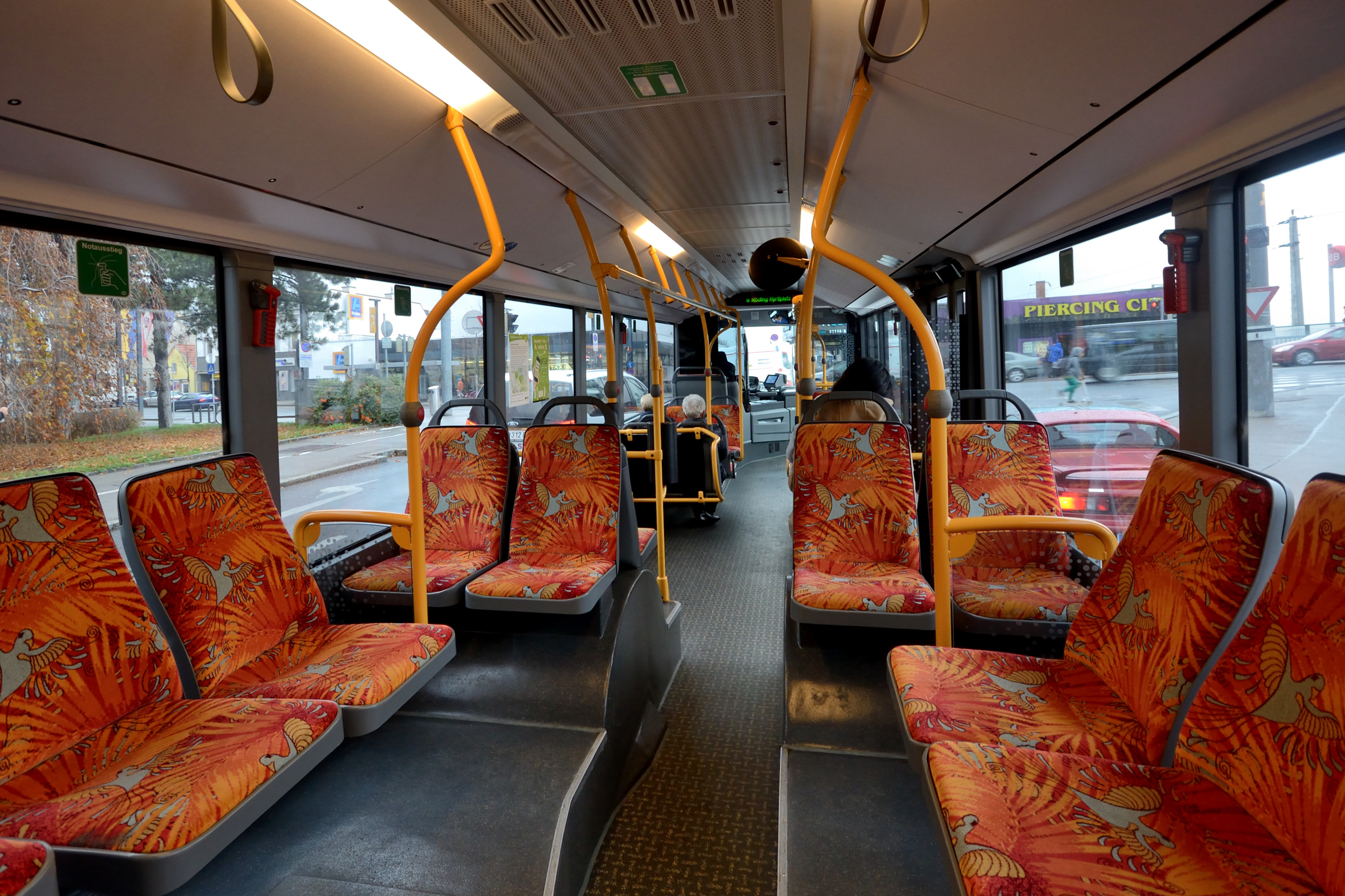
Vu intérieur d'un C2.

- Une palette PMR peut être commandée en option pour les portes centrales ou arrières, suivant le modèle.
- Soufflet translucide, pour les versions articulés.
- Caméras de sécurité avec écran de visualisation au poste de conduite.
- Réglage électrique du rétroviseur intérieur.
- Store pare-soleil conducteur à réglage électrique.
- Baies surbaissées au niveau des emplacements PMR et places prioritaires
- Avec ou sans casquette de girouette, dite "Face U".
- Ailerons Longs ou courts.
- Rétrouviseur Standard ou une version plus fine.
- Climatisation (Sans Clim, Conducteur Seulement ou Intégrale/Complète).
- Aménagement des sièges intèrieurs.